# Бабкин, Иван Васильевич
Ива́н Васи́льевич Ба́бкин (10 [23] сентября 1914 года — 12 декабря 1961 года) — участник Великой Отечественной войны, командир орудия 328-го гвардейского истребительно-противотанкового артиллерийского полка 9-й гвардейской истребительно-противотанковой артиллерийской бригады 47-й армии Воронежского фронта, Герой Советского Союза (9.02.1944), гвардии старший сержант.

## Биография
Родился 10 (23) сентября 1914 года в деревне Грозино Российской империи, ныне Бабушкинского района Вологодской области, в семье крестьянина-бедняка. Русский. Окончил неполную среднюю школу. До войны жил в городе Ивдель Свердловской области. Работал в военизированной охране.
В Красной Армии с мая 1942 года. Член ВКП(б)/КПСС с 1942 года. Участник Великой Отечественной войны с июля 1942 года. Сражался на Воронежском и 1-м Украинском фронтах. В боях с немецкими войсками был ранен.
Будучи командиром орудия 328-го гвардейского истребительно-противотанкового артиллерийского полка (9-я гвардейская истребительно-противотанковая артиллерийская бригада, 47-я армия, Воронежский фронт) в звании гвардии старшего сержанта отличился в боях на Курской дуге и при форсировании Днепра. В бою 8—9 июля 1943 года в составе батареи он отразил атаку 22 танков врага.
В конце сентября 1943 года его расчёт первым в полку форсировал Днепр южнее Киева, оказал поддержку пехотинцам при захвате плацдарма и отражении контратак вражеской пехоты и танков. Гвардии старший сержант Иван Бабкин подбил три немецких танка и уничтожил много гитлеровцев.
Указом Президиума Верховного Совета СССР «О присвоении звания Героя Советского Союза офицерскому и сержантскому составу артиллерии Красной Армии» от 9 февраля 1944 года за «образцовое выполнение боевых заданий командования на фронте борьбы с немецкими захватчиками и проявленные при этом отвагу и геройство» удостоен звания Героя Советского Союза с вручением ордена Ленина и медали «Золотая Звезда» (№ 3386).
В 1945 году демобилизован из Вооруженных Сил СССР. Жил в поселке городского типа Полуночное Ивдельского горсовета Свердловской области. Работал в Ивдельском лесоуправлении, а затем на Полуночном руднике.
Скончался 12 декабря 1961 года.

## Награды
- Медаль «Золотая Звезда» Героя Советского Союза (№ 3386)
- Орден Ленина
- Орден Отечественной войны I степени
- Медали, в том числе:
  - «За отвагу»
  - «За боевые заслуги»
  - «За победу над Германией в Великой Отечественной войне 1941—1945 гг.»

## Память
- Имя Героя носит улица в поселке городского типа Полуночное.